# Rendszergazda
Egy informatikai rendszergazda, rendszergazda vagy adminisztrátor olyan személy, aki a számítógépes rendszerek – különösen a többfelhasználós számítógépek, például szerverek – karbantartásáért, konfigurálásáért és megbízható működéséért felelős. A rendszergazda célja, hogy az általa kezelt számítógépek rendelkezésre állása, teljesítménye, erőforrásai és biztonsága megfeleljen a felhasználók igényeinek, miközben nem lépi túl a meghatározott költségvetést.
Ezen igények kielégítése érdekében a rendszergazda beszerezheti, telepítheti vagy frissítheti a számítógépes hardver- és szoftverelemeket; rutinfeladatokat automatizálhat; biztonsági szabályzatokat tarthat fenn; hibákat háríthat el; munkatársakat oktathat vagy felügyelhet; illetve műszaki támogatást nyújthat különféle projektekhez.

## Kapcsolódó szakterületek
Számos szervezet kínál rendszergazdai munkakörökhöz kapcsolódó állásokat. Egy nagyobb vállalatnál ezek különálló pozíciók lehetnek a számítógépes támogatás vagy az informatikai szolgáltatások (IS) osztályán belül. Egy kisebb cégben ezeket a feladatokat néhány rendszergazda, vagy akár egyetlen személy is elláthatja.
- Egy adatbázis-adminisztrátor (DBA) egy adatbázisrendszer karbantartásáért felelős, beleértve az adatok integritásának megőrzését, valamint a rendszer hatékonyságának és teljesítményének biztosítását.
- A hálózati rendszergazda a hálózati infrastruktúra, például kapcsolók és útválasztók (switch-ek és routerek) karbantartását végzi, valamint az ezekkel vagy a hálózatra csatlakoztatott számítógépek működésével kapcsolatos problémákat diagnosztizálja.
- A biztonsági rendszergazda a számítógépes és hálózati biztonság szakértője, ideértve a tűzfalakhoz hasonló biztonsági eszközök kezelését, valamint az általános biztonsági intézkedésekkel kapcsolatos tanácsadást is.
- A webes rendszergazda webkiszolgáló szolgáltatásokat (például Apache vagy IIS) tart karban, amelyek belső vagy külső hozzáférést biztosítanak weboldalakhoz. Feladatai közé tartozik több webhely kezelése, a biztonság felügyelete, valamint a szükséges szoftverek és komponensek konfigurálása. A felelősségi körök között szerepelhet a szoftverfrissítések kezelése is.
- A számítógépkezelő rutinszerű karbantartási és üzemeltetési feladatokat lát el, például biztonsági mentési szalagok cseréje vagy meghibásodott meghajtók cseréje egy független lemezek redundáns tömbjében (RAID). Ezek a feladatok általában fizikai jelenlétet igényelnek a gépteremben, és bár kevesebb szaktudást igényelnek, mint a rendszergazdai feladatok, hasonló szintű bizalmat követelnek meg, mivel az operátor érzékeny adatokhoz is hozzáférhet.
- Az SRE (Site Reliability Engineer – megbízhatósági mérnök) szoftvermérnöki vagy programozási szemlélettel kezeli a rendszerek működtetését és felügyeletét.

## Képzés

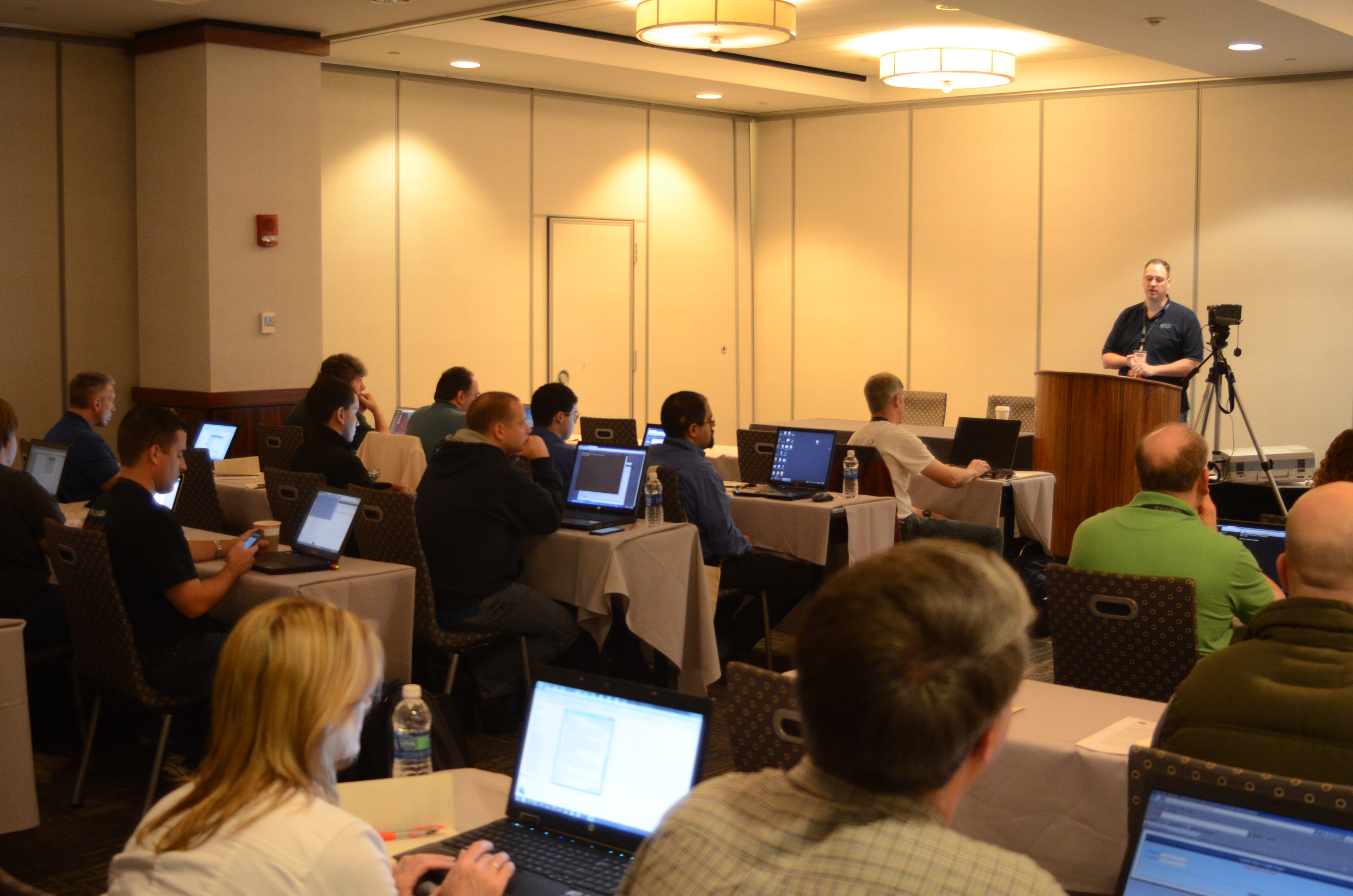
Képzés egy rendszergazdai konferencián

A legtöbb munkáltató  ma már elvárja, hogy a pályázó rendelkezzen egy kapcsolódó területen – például számítástechnika, információtechnológia, elektronikai mérnöki vagy számítógép-mérnöki – szerzett alapképzéses diplomával. Néhány egyetem kifejezetten rendszergazdai alapképzést vagy mesterképzést is kínál.
Emellett a rendszergazdai munka gyakorlati jellege és a nyílt forráskódú szerver szoftverek könnyű elérhetősége miatt sok rendszergazda önálló tanulással, autodidakta módon kerül be a szakmába.
Általában elvárás, hogy a jelentkező rendelkezzen tapasztalattal azokkal a számítógépes rendszerekkel kapcsolatban, amelyeket majd kezelnie kell. A legtöbb esetben elvárt az iparági tanúsítványok megléte is, például a Microsoft MCSA, MCSE, MCITP, Red Hat RHCE, Novell CNA, CNE, Cisco CCNA, vagy a CompTIA A+ és Network+, a Sun Certified SCNA, illetve a Linux Professional Institute vagy a Linux Foundation által kiadott Linux Foundation Certified Engineer vagy Linux Foundation Certified System Administrator tanúsítványok, többek között.
Előfordul, főként kisebb szervezeteknél, hogy a rendszergazdai feladatokat egy tapasztaltabb felhasználó látja el a saját munkaköre mellett vagy annak helyettesítésére.

## Készségek
A rendszergazdai munka tárgyköre magában foglalja a számítógépes rendszereket és azoknak a szervezeten belüli felhasználási módjait. Ez nemcsak az operációs rendszerek és alkalmazások, valamint a hardver- és szoftverhibák elhárításának ismeretét jelenti, hanem azt is, hogy a rendszergazda tisztában van azzal, milyen célokra használják a számítógépeket a szervezetben.
Talán a legfontosabb készség, amellyel egy rendszergazdának rendelkeznie kell, a problémamegoldás – gyakran különböző korlátok és stresszhelyzetek közepette. A rendszergazda hívásra készen áll, amikor egy számítógépes rendszer leáll vagy meghibásodik, és képesnek kell lennie arra, hogy gyorsan és pontosan megállapítsa a hiba okát, valamint megtalálja a leghatékonyabb megoldást. Emellett fontos a csapatmunka és a kommunikációs készségek megléte, valamint a hardverek és szoftverek telepítésének és konfigurálásának képessége is. 
A rendszergazdáknak érteniük kell a szoftverek működését, hogy képesek legyenek azokat telepíteni, valamint elhárítani az esetleges hibákat. Általában több programozási nyelvet is ismernek, amelyeket szkriptek írására és rutinfeladatok automatizálására használnak. Egy tipikus rendszergazda feladata nem az új alkalmazások tervezése vagy fejlesztése, de ha a rendszerek vagy alkalmazások konfigurálását automatizálniuk kell különféle konfigurációkezelő eszközökkel, a határvonal elmosódhat. A rendszergazda szerepétől és képességeitől függően elvárás lehet, hogy olyan alapvető ismeretekkel is rendelkezzen, amelyekkel egy szoftvermérnök is. Ennek ellenére a rendszergazdák nem szoftvermérnökök vagy fejlesztők a munkaköri megnevezés szempontjából. 
Különösen akkor, amikor internetre kapcsolódó vagy üzletileg kritikus rendszerekről van szó, a rendszergazdának alapos ismeretekkel kell rendelkeznie a számítógépes biztonság területén. Ez nem csupán a szoftverfrissítések telepítését jelenti, hanem a betörések és egyéb biztonsági problémák megelőző intézkedésekkel való megelőzését is. Egyes szervezeteknél a számítógépes biztonság külön szerepkört jelent, amely felelős az általános biztonságért, a tűzfalak és a behatolásérzékelő rendszerek működtetéséért, de általánosságban minden rendszergazda felelős az általa kezelt rendszerek biztonságáért.

## Feladatok
Egy rendszergazda feladatai a következők lehetnek:
- Rendszernaplók elemzése és a számítógépes     rendszerekben rejlő lehetséges problémák azonosítása.
- Operációs rendszer frissítések, javítócsomagok és     konfigurációs módosítások alkalmazása.
- Új hardverek és szoftverek telepítése és konfigurálása.
- Felhasználói fiókok adatainak hozzáadása,     eltávolítása vagy frissítése, jelszavak visszaállítása stb.
- Felhasználói fiókok adatainak hozzáadása,     eltávolítása vagy frissítése, jelszavak visszaállítása stb.
- Felelősség a rendszer biztonságáért .
- A rendszerkonfiguráció dokumentálásáért való felelősség.
- Bejelentett problémák elhárítása.
- Rendszerteljesítmény optimalizálása.
- A hálózati infrastruktúra folyamatos működésének biztosítása.
- Fájlrendszerek konfigurálása, hozzáadása és törlése.
- A fejlesztési, tesztelési és éles környezetek közötti egységesség biztosítása.
- Felhasználók képzése
- A gépterem környezetének megtervezése és kezelése

Nagyobb szervezeteknél a fenti feladatokat több rendszergazda vagy különböző szervezeti egységek oszthatják meg egymás között. Például egy kijelölt személy vagy csapat végezheti az összes rendszerfrissítést, egy Minőségbiztosítási (QA) csapat felelhet a tesztelésért és validálásért, míg a műszaki dokumentáció írását egy vagy több technikai író végezheti. Nagyobb szervezeteknél a rendszergazdák általában nem rendszermérnökök, rendszertervezők vagy rendszerarchitekták.
Kisebb szervezeteknél a rendszergazda gyakran betölti a technikai támogatási szakember, adatbázis-adminisztrátor, hálózati rendszergazda, tárolórendszer (SAN) adminisztrátor vagy alkalmazáselemző szerepét is.

## Fordítás
Ez a szócikk részben vagy egészben  a   System administrator című angol Wikipédia-szócikk ezen változatának fordításán alapul.  Az eredeti cikk szerkesztőit annak laptörténete sorolja fel. Ez a jelzés csupán a megfogalmazás eredetét és a szerzői jogokat jelzi, nem szolgál a cikkben szereplő információk forrásmegjelöléseként.

## További olvasmányok
- Chuck Easttom. Alapvető Linux-rendszergazdai ismeretek: Átfogó útmutató kezdőknek. Cengage Press (2011)
- Æleen Frisch. Alapvető rendszergazdai ismeretek, 3. kiadás, O’Reilly (2001)
- Thomas A. Limoncelli, Christine Hogan és Strata R. Chalup. A rendszer- és hálózati adminisztráció gyakorlata, 2. kiadás, Addison-Wesley (2007)
- Thomas A. Limoncelli, Christine Hogan, Strata R. Chalup. A rendszer- és hálózati adminisztráció gyakorlata, 3. kiadás, 1. kötet: DevOps és más bevált módszerek vállalati IT-hoz, Addison-Wesley (2016)
- Thomas A. Limoncelli, Christine Hogan, Strata R. Chalup. A felhőalapú rendszergazdai gyakorlat: Nagyméretű elosztott rendszerek tervezése és működtetése, 2. kötet. Addison-Wesley (2014)
- Mark Burgess (J. Wiley & Sons. A hálózati és rendszergazdai elvek, 2. kiadás (2000)
- Thomas A. Limoncelli. Időgazdálkodás rendszergazdáknak. O’Reilly (2005)
- Trent R. Hein, Ben Whaley, Dan Mackin, Sandeep Negi. UNIX és Linux rendszergazdai kézikönyv, 5. kiadás, Prentice Hall (2017)
- A 21. század kékgalléros munkásai. Minnesota Public Radio (2004. január 27.)